# Robert Joseph McManus

Wappen von Robert Joseph McManus.

Robert Joseph McManus (* 5. Juli 1951 in Providence, Rhode Island, Vereinigte Staaten) ist ein US-amerikanischer Geistlicher und römisch-katholischer Bischof von Worcester.

## Leben
Robert Joseph McManu empfing am 27. Mai 1978 die Priesterweihe. 
Papst Johannes Paul II. ernannte ihn am 1. Dezember 1998 zum Weihbischof in Providence und Titularbischof von Allegheny. Der Bischof von Providence, Robert Edward Mulvee, spendete ihm am 22. Februar des nächsten Jahres die Bischofsweihe; Mitkonsekratoren waren Kenneth Anthony Angell, Bischof von Burlington, und Louis Edward Gelineau, Altbischof von Providence. Als Wahlspruch wählte er Christus Veritatis Splendor.
Am 9. März 2004 wurde er zum Bischof von Worcester ernannt und am 14. Mai desselben Jahres in das Amt eingeführt.
Von 25. August bis 14. Dezember 2020 verwaltete er zusätzlich das vakante Bistum Springfield als Apostolischer Administrator.